# Sciara abdita
Sciara abdita är en tvåvingeart som beskrevs av Oskar Augustus Johannsen 1912. Sciara abdita ingår i släktet Sciara och familjen sorgmyggor.
Artens utbredningsområde är Ontario. Inga underarter finns listade i Catalogue of Life.